# 精灵鼠小弟2
《精灵鼠小弟2》（英語：Stuart Little 2）是美国电影《精灵鼠小弟》的续作，于2002年上映。

## 剧情
在第一部电影放映三年后，精灵鼠小弟2到来了。这集里，斯图亚特遇上了鸽子玛格罗，上演了一幕英雄救美，把玛格罗从危难中解救出来的场景，心里对她也算暗暗倾慕。然而他不知道玛格罗有着不为人知的秘密，接下来又将面临一次充满挑战的冒险。斯图尔特的父亲弗雷德里克小告诉他，每一点只要有“ 一线希望”，对这样一个明显不好的情况也算是一件好事。
斯图尔特在他放学回家的路上救了一只正在被类似于游隼追逐的金絲雀Margalo，但这个猎鹰Falcon没有“小胡子”和连帽外表，就这样他们成了朋友。但Margalo在Falcon操纵下从各个家里偷东西。就在Falcon不断地告诉她要寻找有利用价值的对象，不再为她提供他答应了她的避难所的时候，Margalo开始爱上了斯图尔特，她似乎无法专注于她的任务。猎鹰最终失去了耐心，并威胁要吃掉斯图尔特，如果Margalo不给他的戒指。因为担心斯图尔特的安全，她偷了埃莉诺•里特尔的结婚戒指。
当的里特尔一家发现戒指丢失的时候，他们认为戒指已经掉到下水道了。斯图尔特为了帮助里特尔一家顺着绳子来到了下水道找戒指，但没有成功。当绳子断了的时候Margalo救了他，然而斯图尔特的感谢只让Margalo觉得更内疚，所以她决定离开。后来，斯图尔特找不到她，以为她被绑架了，而且肯定跟猎鹰有关。他离开了家，带着非常不情愿的猫Snowbell去救Margalo，但在此之前没有建立与乔治的计划。斯图尔特和Snowbell乘着他的微型车旅行，但他的车由于过热而熄火了。
斯图尔特和Snowbell向蒙蒂（第一部电影中Snowbell的老朋友）寻求帮助，蒙蒂告诉他们Falcon的老巢就在附近的Pishkin大楼的废弃观景台。他们用很多气球吊起一个爆米花盒将爆米花盒使斯图尔特升到了上面，在那里他发现Margalo其实是猎鹰的奴隶，被迫偷了戒指。他试图救她，但是被猎鹰抓住了，把他扔到了街上，幸好被路过的垃圾车救了。画面切换，猎鹰为了惩罚Margalo忤逆他，将她关到了一个油漆罐头里面。Snowbell爬到了建筑物的顶部，这时猎鹰正好不在，Snowbell释放了Margalo，Margalo哭着告诉Snowbell，猎鹰杀死了斯图尔特。Snowbell悲痛欲绝，非常愤怒，发誓要为斯图尔特报仇。
斯图尔特从垃圾车爬出来之后各种自责，他感到非常的绝望。单就在这时，他突然看到了乔治扔掉的破飞机，他把飞机修好了并成功飞了起来。Falcon回到了大厦，几乎是把Snowbell拍到了地上，Margalo为了引开Falcon拿走了戒指。Falcon放弃追逐Snowbell扑向Margalo，这时斯图尔特飞了回来，救了正在逃跑的Margalo。里特尔一家发现了斯特尔特的离开，坐出租车去跟着他，看到他冒险从空中下落穿过公园救走Margalo。他们甩开了Falcon，但是他又跟了上来，想要杀死斯图尔特。他毁掉了飞机的机翼，导致飞机飞到了一个悬崖里，斯图尔特试图飞出峡谷的时候飞机掉了下来，他们几乎跟里特尔一家走散了。斯特尔特发现已经逃脱不了，就让 Margalo先走。他自己驾着损坏的飞机，以神风特攻队运行，而Falcon俯冲下来，就在这时斯特尔特用里特尔的戒指反射的光使Falcon暂时失明，然后自己用一个手帕作为降落伞跳了下来。神风特攻队运行起到了效果，Falcon被击中了头部而被打败。降落伞被飞机的螺旋桨撕裂了，斯图尔特掉了下来，被Margalo所救。猎鹰虽然幸存了下来，但是受了重伤，从天空中掉了下来，掉在一个垃圾桶旁边，而蒙蒂在旁边嘲笑他。
斯图尔特受到了他的家人和Margalo的祝贺，Margalo把戒指还给了里特尔太太，Snowbell也和他们重新团聚了。不久之后，Margalo跟她的朋友说再见，因为要跟其他鸟类一起迁徙到南方过冬。斯图尔特说，她会在春天回来的“希望很渺小”，他的小妹妹玛莎开口说了她的第一句话:“再见，小鸟”，然后家人送别后回到了他们舒适家里。

## 演員與配音員
| 配音               | 配音     | 配音     | 配音     | 角色                                                       |
| 演員與配音員       | 台灣配音 | 大陸配音 | 香港配音 | 角色                                                       |
| ------------------ | -------- | -------- | -------- | ---------------------------------------------------------- |
| 迈克尔·J·福克斯    | 劉傑     | 金锋     | 古巨基   | 史都華·李（Stuart Little）                                 |
| 梅拉尼·格里菲思    |          |          | 陳文媛   | （Margalo）                                                |
| 内森·朗            |          |          |          | 雪梨（Snowbell）                                           |
| 詹姆士·伍德兹      |          |          | 高翰文   | （The Falcon）                                             |
| 吉娜·戴维斯        |          |          |          | 艾麗諾·李（Eleanor Little）                                |
| 休·劳瑞            |          |          | 龔國強   | 弗德里克·李（Frederick Little）                            |
| 喬納森·利普尼基    |          |          |          | 喬治·李（George Little）                                   |
| 史提夫·扎恩        |          |          |          | 蒙帝（Monty）                                              |
| 安娜·霍克          |          |          |          | 瑪莎·李（Martha Little）                                   |
| 馬克·約翰·傑夫瑞斯 |          |          |          | （Will Powell）                                            |
| 吉姆·道格漢        |          |          |          | 史都華和喬治的足球教練（Stuart and George's soccer coach） |
| 布拉德·加雷特      |          |          |          | （Rob）                                                    |
| 艾米莉亞·馬希爾    |          |          |          | （Rita Powell）                                            |